# Cryptocanthon campbellorum
Cryptocanthon campbellorum là một loài bọ cánh cứng trong họ Bọ hung (Scarabaeidae).